# Basílica de la Virgen de los Desamparados
La real basílica de la Virgen de los Desamparados se encuentra en la ciudad de Valencia. Destaca por ser el santuario de la Virgen de los Desamparados, Patrona de Valencia y de todo el Antiguo Reino de Valencia, actual Comunidad Valenciana. Ostenta la dignidad basilical merced al breve pontificio firmado por SS. Pío XII el 21 de abril de 1948.

## Situación y contexto

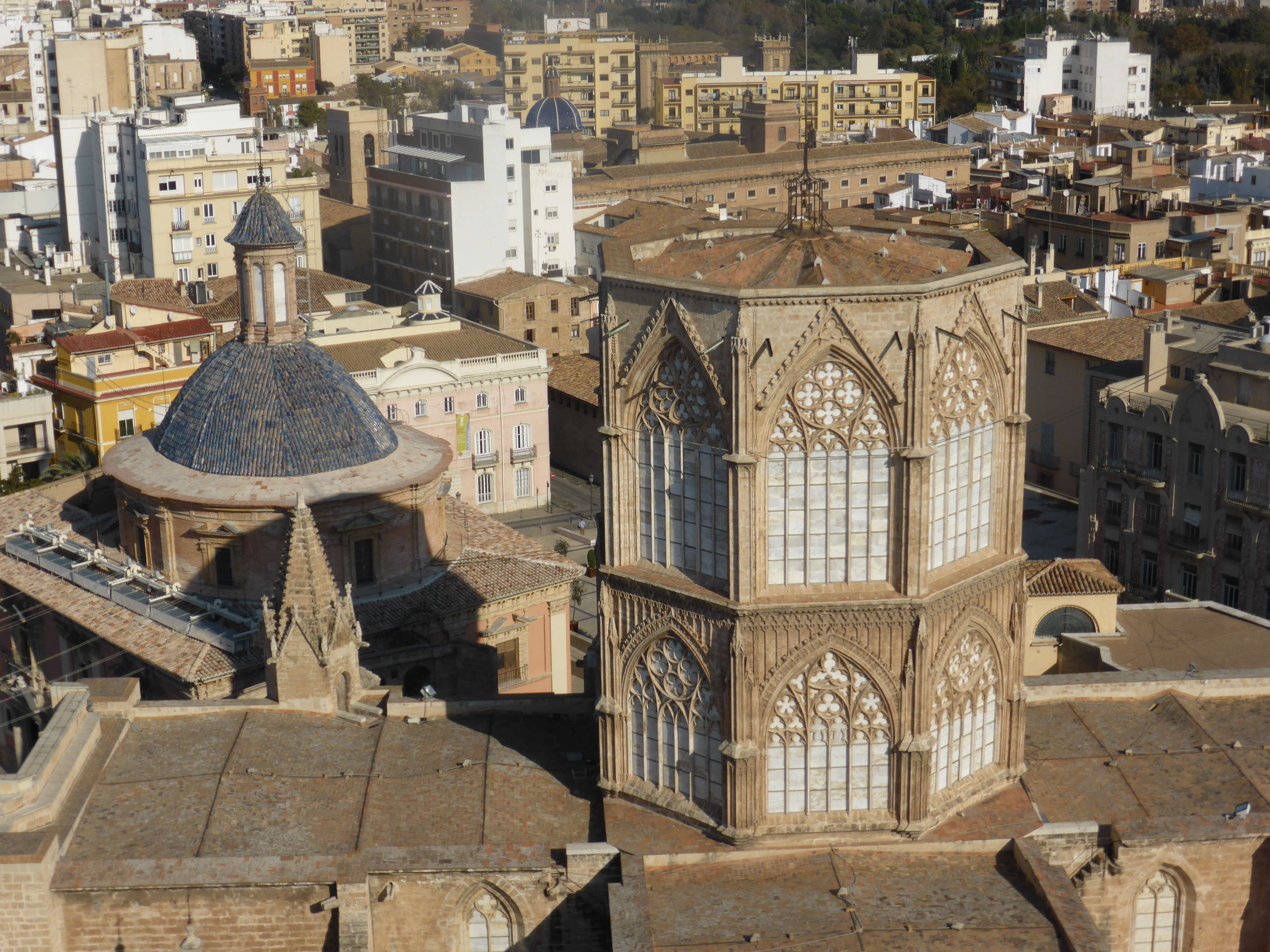
A la izquierda, se ve la gran cúpula de tejas azuladas de la Basílica de la Virgen de los Desamparados. A la derecha, se ve también el cimborrio gótico del crucero de la catedral.

La basílica de la Virgen de los Desamparados está ubicada en la zona de mayor cota de la ciudad de Valencia. Configurando así, junto con la catedral, uno de los enclaves más significativos del casco histórico de la ciudad. Concretamente, se encuentra situada en la Plaza de la Virgen, frente a la Fuente alegórica del río Turia y sus acequias (Rascanya, Tormos, Mestalla, Mislata, Rovella, Favara, Benàger y Faitanar y Quart).
Dos de sus puertas dan a esta plaza, y una tercera da al pasaje que separa la basílica de la Catedral, unidas ambas por un arco superior. En esta tercera puerta hay una ventanilla enrejada a través de la cual puede contemplarse el interior cuando la basílica se encuentra cerrada y puede contemplarse la Virgen iluminada.
Excavaciones realizadas en La Almoina nos indican que la zona donde está situada la Basílica se corresponde con el foro romano de la ciudad de Valencia. De hecho, diversos sillares de la fachada principal de la Basílica son lápidas e inscripciones de la época romana.

## Reseña histórica y arquitectónica
Hízose la imagen de nuestra Señora de los Desamparados por diligencia del beato Juan Gilaberto Jofré, y se veneró al principio en el hospital general de esta ciudad. Fabricóse la capilla actual en 1667 a impulso del virey, conde de Oropesa. Renovóse en 1767, y en 1823 se concluyó el camarín y retablo mayor de finísimos mármoles. Palomino pintó los frescos de que abunda. D. Juan Vicente del Olmo publicó en 1653 un extenso detalle de las lápidas que se encontraron en este lugar, con otras antigüedades romanas, asegurando el referido litólogo que aquí debió haber existido en otro tiempo un templo dedicado a Esculapio.
Manual del viajero y guía de los forasteros en Valencia por Vicente Boix Ed.1849

### La “Verge dels Innocents i dels Desamparats”
La presencia de la Imagen de la Virgen, según diversos autores, data de 1414, estando su autoría envuelta en la leyenda de “la construcción angélica…” En un principio su configuración yacente, dispuesta sobre los féretros de los ajusticiados, disponía de una pequeña almohada que hacía avanzar la cabeza. Este hecho, hizo que al disponerla erguida, se la viera con su característica inclinación de cabeza, denominándola “Geperudeta” (jorobadita, en castellano).
Fernando el Católico en un Privilegio real, concedió el título a su histórica Cofradía con el nombre de ‘Verge dels Innoscents e Desamparats’ el 3 de junio de 1493.
La cofradía dirigió un escrito al rey con distintas peticiones, en la respuesta del rey se puede leer lo siguiente:

(...) el Rey, benaventuradament regnant, foces ordenada una loable, sancta e molt devota confraria sots titol e invocacio de la glorosa Verge Maria dels Innocens, la qual, per singular gracia e merce del dit Senyor rei, fundamentalment fon construyda e edificada e ordenada a laor e gloria de nostre Senyor Deu en la dita ciutat de Valencia, a la qual confraria, confrares e confraresses de aquella vists los grandissims actes de caritat que en aquella se fan, com es notori a vostra reial maiestat, per los gloriosos reys e predecesors de vostra alteza son stats atorgats alguns privilegis e gracies, e com los actes de caritat ques fan en la dita confraria e cascun jorn augmenten a honor e gloria de nostre Senyor Deu, e per la dita raho, los dits confiares e confraresses afreturegen de algunes coses necessaries pera exercir los dits actes de caritat, sobre los quals sta fundada la dita confraria… supliquem humilment a vostra gran exellencia los vulla atorgar les coses seguents:… sia merce de vostra alteza atorgar los que de aci avant la dita confraria se intitule la confraria de la Sagrada Verge dels Innocents e dels Desamparats.
Fernando el Católico (La solicitud fue aprobada mediante la solemne fórmula de ‘Plau al Senyor Rey’).

### Periodo previo a la construcción
La visita del rey Felipe IV a Valencia en 1632 y la circunstancia de que a través de la intercesión de la Virgen se justificaran sus victorias de Fuenterrabía y Tortosa, impulsaron a la promoción de una nueva y Real Capilla dedicada a la Virgen de los Desamparados.
Así mismo, se le atribuyó a la Virgen de los Desamparados el haber intercedido durante la peste de 1647 en la curación del Virrey Conde de Oropesa, convenciendo así al propio Virrey de la necesidad de dotar a la imagen de una residencia digna.
Durante algún tiempo se discutió el emplazamiento de la capilla. Finalmente se optó por construirla próxima a la Catedral, centro de devoción.

### Periodo constructivo
Durante el siglo XVII se levantaron en Valencia numerosas construcciones barrocas, la mayor parte religiosas, y se transformaron tanto interior como exteriormente antiguos edificios góticos. La Real Capilla de la Virgen de los Desamparados, con categoría de Basílica desde 1872, fue realizada entre 1652 y 1666 por Diego Martínez Ponce de Urrana, a partir de los diseños realizados por los más importantes artífices del momento, aprobados y muy posiblemente, orientados por Juan Gómez de Mora, Maestro Mayor del Rey.
La composición de la primera edificación se encuadra en un lenguaje tardorrenacentista, caracterizado por su sobriedad clasicista, su sinceridad constructiva y su economía de medios, potenciando los valores de la proporción, la simetría y el equilibrio.
En el interior, el descubrimiento de la ornamentación original de 1666, compuesta de almohadillados, florones y esgrafiados de ángeles niños entrelazados con orlas en los interespacios de la cúpula, nos dirige hacia un edificio severo en su concepción, caracterizado por su blancura, conjugando, a la perfección, la idea de la centralidad renacentista (planta cuadrada), con el dinamismo barroco del espacio elíptico, rematado en cúpula.
Se trata de la primera planta oval que se realiza en Valencia para un templo religioso, aunque no supone la primera experimentación con la traza oval en la arquitectura de la ciudad, y ésta ya era relativamente conocida en el medio hispánico. El fervor religioso en torno a las propiedades curativas de la Virgen de los Desamparados influyó en la elección de la traza oval, ya que en aquella época la figura del óvalo era portadora de un simbolismo mariano.
Entre 1683 y 1694, y en un lenguaje plenamente barroco (planta en cruz griega con arcos abocinados y arquitectura oblicua), se construye el Camarín de la Virgen, como Capilla-Santuario, vinculada directamente al espacio central-elíptico, a través de su interconexión espacial total, planteándose como caso único en la historia de la arquitectura.
En 1701, en plena efervescencia barroca, se ejecutó una nueva cúpula interior colgada, teóricamente, de la exterior, según hallazgo de esta investigación, sobre la que Antonio Palomino realizó la gran composición pictórica.
Durante los siglos XVIII al XX, la Real Capilla experimenta sucesivas e importantes transformaciones (reforma neoclásica, actuaciones románticas e historicistas) con modificación sustancial del sobrio y austero planteamiento renacentista inicial, dotándola de gran riqueza formal y material.

## Valoración arquitectónica

### Planteamiento estilístico
Las sucesivas fases estilísticas que desde su inicio constructivo de 1652 hasta hoy han venido sucediéndose, van desde un lenguaje tardo-renacentista con evocaciones clasicistas de 1667, a un estilo barroco, que se desarrolló con las incorporaciones decorativas, en el interior del Camarín en 1694 y alcanzando su máxima expresión con la pintura de la bóveda ovalada, de Antonio Palomino en 1701.
Prosiguió un lenguaje academicista pleno, con la incorporación del estilo rococó en 1754, y luego desde 1768 hasta 1824 un lenguaje neoclásico.

### Primera fase: lenguaje tardorrenacentista

#### La composición en planta
Sobre un espacio de planta trapezoidal, casi rectangular, se elevó una Capilla Santuario, cuyo componente más destacado es la inserción de un gran espacio elíptico rematado por una bóveda de sección también elíptica.
El planteamiento interior de estricta simetría respecto a los dos ejes ortogonales de la planta elíptica, se trasladaba a la imagen exterior, mediante la definición de tres fachadas claramente simétricas respecto al eje vertical-central. La disposición de los accesos, doble en las fachadas a la plaza y a la calle de la Leña (según las capitulaciones originales) y centrado en la fachada a la Catedral, junto con la disposición vertical de la bóveda y linterna, reforzaban la centralidad y simetría de la composición.
La razón de esta multiplicidad de accesos se debía fundamentalmente a plantear la Real Capilla como un templo de peregrinación que debía acoger a un elevado número de fieles.

#### La imagen exterior

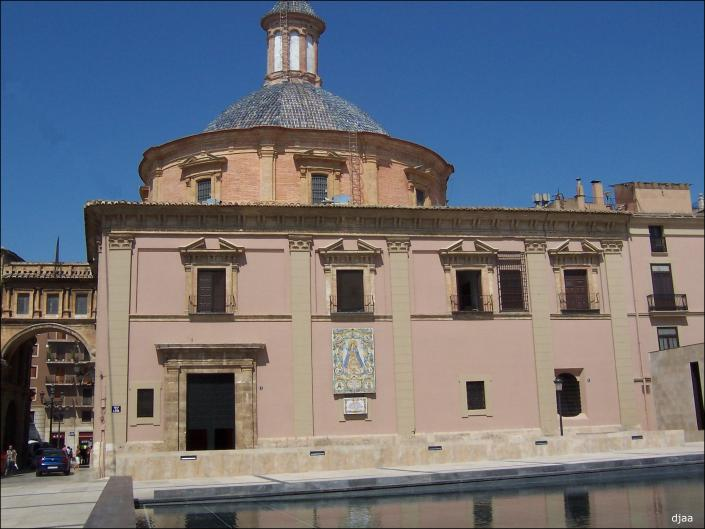
Vista de la Basílica desde la plaza del Palau.

La composición de las fachadas se articulaba mediante pilastras de gran escala, pertenecientes a un tipo de orden compuesto: “parte composita, y parte dórica”, como soportes de un gran arquitrabe, friso y cornisa.
Un conjunto de huecos se abrían en los muros de la fachada de la plaza, frente a la iglesia metropolitana había dos ventanales y en la calle de la Leña, cuatro.
El aspecto formal exterior de la Capilla en su planteamiento original, era más equilibrado y proporcionado que su visión actual. La cúpula se hallaba enmarcada por estilizados obeliscos apiramidados que remataban las pilastras de la fachada y del tambor.
El contraste empieza en las dos portadas simétricas realizadas con piedra gris de Godella siguiendo diseños recogidos de Vignola. Cada una cuenta con un orden de columnas toscanas sobre pedestales y pilastras de las mismas características. Sobre los entablamentos, cuyos frisos están decorados con triglifos, descansan frontones curvos partidos decorados con tarjas y guirnaldas. A los lados sobre pedestal aparecen bolas.

### Segunda fase: lenguaje barroco
El lenguaje y estilo interior barroco se inició con los retablos, así como con la construcción del Camarín y culminó, en esta primera fase, con la pintura de la bóveda por el pintor cordobés Antonio Palomino, que conjugó arquitecturas fingidas y perspectivas forzadas, junto con medallones figurados y ornatos resueltos con tipologías barroquizantes.

#### Los retablos
El retablo del altar Mayor era de jaspe y se rodeaba todo él de nueve lámparas de plata.
El retablo, que se vendió a la parroquia de Chilches, tenía cuatro grandes columnas salomónicas sobre gran zócalo elevado, con un espacioso nicho con arco abocinado y adornado con 5 florones, terminado en medio punto, y estaba profusamente decorado.
En lo que respecta a las capillas laterales existen datos de cómo eran los dos retablos, el de cristo y el de San José. Eran dos retablos con profusión de cenefas, bajorrelieves y talla dorada con escudo en remate, ángeles y cabezas de querubines similares en formas y detalles al estilo tardorrenacentista original del edificio.
Así pues, la disposición retablística inicial, se configura como un conjunto arquitectónico perteneciente al barroco pleno.

### Encuadre tipológico
El encuadre tipológico realizado a partir del estudio de la evolución de la traza central, en las arquitecturas prehistórica, romana, paleocristiana, renacentista y barroca, y su comparación con la reconstrucción gráfica del modelos proyecto original y de la primera construcción de la Real Capilla, permite establecer como características tipológicas más relevantes, las que se citan en la página siguiente.
La tipología es de planta central cuadrada, con doble simetría, estructurada a partir de la inserción de la elipse en el cuadrado (trapecio por ajuste al solar), y de su intersección con la cruz centrada o teutónica. El planteamiento espacial es claramente renacentista, y se encuentra muy próximo al doble cubo de San Pietro in Montorio y de San Pedro de Roma. El trazado y proporción de la cúpula es comparable a la del Tesoro de Atreo del 1400 a. C., y a la de Brunelleschi en Santa María del Fiore del año 1420.
La relación con el entorno se plantea desde una posición “prominente”, elevándose cinco gradas, mostrándose como edificio “acabado”, como pieza exenta que aporta a un amplio espacio de plaza, rematado en cúpula con linterna, buscando su simbolismo en el perfil de la ciudad, siguiendo con ello los dictados de Leon Battista Alberti y Palladio.
La sustitución de los contrafuertes del proyecto original por el falso tambor fragmenta la imagen al exterior, reduciendo la fuerza y expresividad de la cúpula, lo que podría justificar la opinión de que la Real Capilla de la Virgen se corresponde, más con la idea de ruptura entre interior y exterior, que con el planteamiento de Serlio del exterior como fiel reflejo de interior.

### Ampliación de la Real Basílica
A principios del siglo XX, se planteó la posibilidad de realizar una majestuosa ampliación de la Basílica. Por ello, el prelado convocó un concurso de ideas en el año 1932, que ganó Vicente Traver. Según su proyecto, el nuevo edificio tendría la cúpula más alta de la ciudad, y sería de las más grandes de Europa. Durante la guerra civil la Basílica fue incendiada, razón por la cual no se llevó a cabo la obra. Décadas después se reintentó, pero se descubrieron las ruinas romanas, visigodas y árabes en la plaza de la Almoina, en la parte trasera de la Basílica, por donde se pensaba hacer la ampliación por lo que el proyecto jamás llegará a realizarse.
Hoy día, sin embargo, empieza a investigarse y saberse de los muchos proyectos que entraron en concurso.

## Descripción de los detalles más significativos

### Los frescos de Palomino

#### Introducción

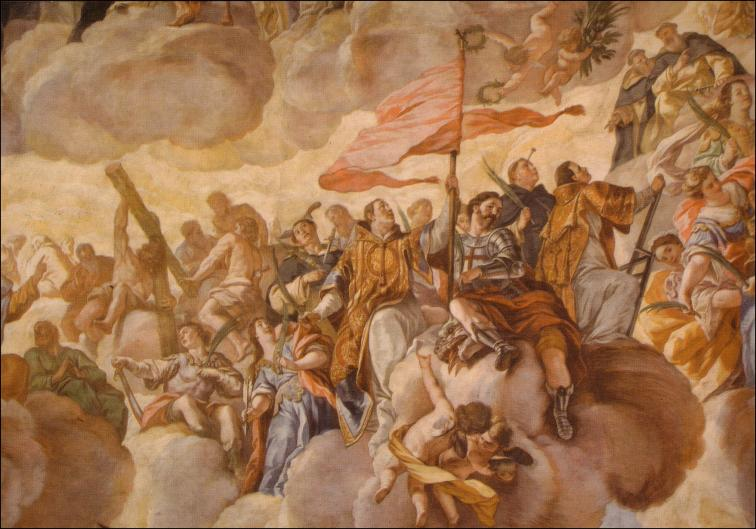
Fragmento de los frescos de la cúpula de Palomino.

La intervención en la cúpula de la Basílica de los Desamparados de Valencia ha servido para recuperar todo el color de los frescos que pintó Antonio Palomino en 1701, pero también ha rehabilitado el nombre de este artista y tratadista cordobés, pintor de cámara de Carlos II, cuya labor pictórica ha tardado siglos en reconocerse, aunque hoy es considerada fundamental en la producción mural del Barroco Español.
Palomino considerado en la actualidad una de las figuras más interesantes del periodo de transición del siglo XVII al XVIII, dejó una huella notable en Valencia (más que en ninguna otra ciudad), que podía ser mayor si los 1.200 metros cuadrados de bóveda pintados en la Iglesia de los Santos Juanes (serían el mayor fresco del mundo) hubieran sobrevivido a los cuatro incendios que casi arrasaron el templo durante la guerra civil española.
Fue este edificio precisamente el motivo de su llegada a Valencia en 1697. El clero de la parroquia había encargado una nueva decoración, pero no estaba satisfecho con los resultados iniciales, así que pidió la ayuda del rey. Carlos II envió a su pintor, Palomino, quien corroboró la impresión de los capellanes, vio el gran espacio que se ponía en sus manos y aceptó el reto. Se eliminó lo hecho y pintó el presbiterio y todas las bóvedas de la iglesia en los últimos años del siglo XVII. Solo una pequeña parte de aquella obra es hoy visible.
Acabado este trabajo, Palomino diseñó el programa pictórico de la cúpula de la Iglesia de San Nicolás, pero dejó el trabajo manual a uno de sus colaboradores, el valenciano Dionís Vidal.

#### Trabajo en la basílica

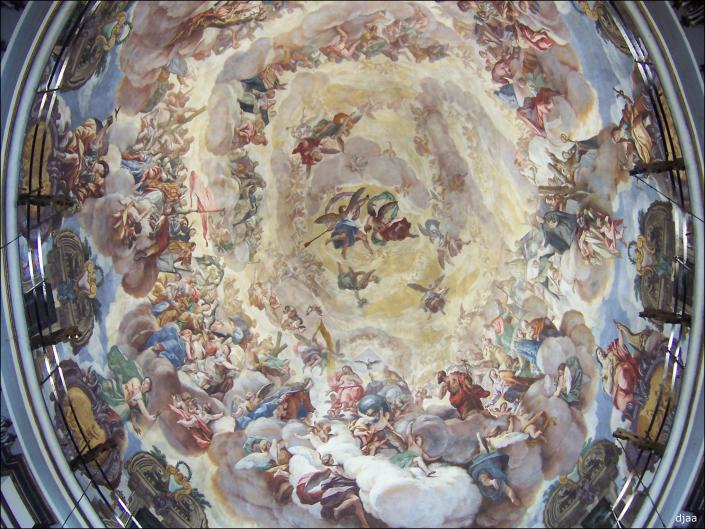
Foto de la cúpula de la Basílica donde se ven claramente los frescos de Palomino.

Pasó entonces a ocuparse de la bóveda de la Basílica de la Virgen, en la que, siguiendo la moda de finales del siglo XVII, se pretendía reformar su aspecto interior. 

se trataba de convertir "el cofre cerrado" que era entonces aquel templo elíptico de inspiración renacentista en un "patio abierto".
 Jaime Sancho delegado del Patrimonio del Arzobispado de Valencia.

Palomino fue el encargado de poner el cielo a ese claustro (con sus balcones y columnas) que se ve hoy en el interior de la Basílica. Sus capiteles muestran todavía el negro efecto provocado por el humo de los cirios y que hacía prácticamente invisible la obra del pintor cordobés (en especial en la zona superior del altar).
No se conoce con certeza qué tiempo le llevó la cúpula, aunque Sancho considera que no debió invertir en ella más de un año por las exigencias propias del trabajo al fresco: la última capa de enlucido se ha de aplicar la víspera de plasmar el dibujo, pues el temple ha de penetrar en la masa.
Ello implicaba también la necesidad de contar con un gran equipo de albañiles y artistas auxiliares. Primero se tuvo que construir la fina bóveda interior (de dos ladrillos de grosor), que ocultó la linterna renacentista. Después, hubo de prepararse la capa de enlucido, al tiempo que en el suelo los diseños de Palomino se plasmaban sobre papel. Estas hojas, que tenían unos pequeños agujeros en los trazos del dibujo, se sobreponían sobre el mortero aún fresco y se realizaba el estarcido: se soplaba el polvo de hollín sobre el papel, de manera que quedaban unos puntos negros sobre el muro. La mano del artista era la que luego los unía para perfilar el dibujo sobre el que se extendían los colores. Estos se fabricaban de pigmentos naturales (el rojo salía de unos insectos llamados "cochinillas") y cada maestro tenía su receta.
La intensidad de los trabajos llevados a cabo hizo que Palomino buscará descansó en Vall de Uxó hacia 1703. Allí, en gratitud a los duques de Segorbe, dejó su última obra en tierras valencianas: los frescos del ábside de la parroquia del Santo Ángel.

### Camarín
Coincidiendo con la sustitución del altar mayor se decidió reformar el camarín de la virgen, ganando en monumentalidad gracias al tratamiento de los muros, a la solución abovedada del forjado de la Coveta, al cambio de pavimento y al remate de la estancia. Las paredes se rodearon de un zócalo de mármol oscuro y en los ángulos columnas con fuste de mármol rojo con capiteles corintios dorados. De ellas arranca el entablamento con friso ricamente decorado y cornisa con rosetones y ménsulas también doradas. La estancia se cubre con cúpula sobre pechinas en cuyo tambor se sitúan ocho huecos con vidrieras que iluminan tímidamente el camarín.

### Vidrieras
El conjunto vitral se compone de siete vidrieras con matizaciones modernistas marcadas por el estilo de la época, están enclavadas en los siete huecos de iluminación de la Nave Central de la Real Basílica. Es interesante reflejar como dato histórico que las vidrieras, del taller de Maumejan realizadas en torno a 1920, no llegaron a colocarse de modo definitivo hasta 1930, el problema surgió cuando se consideró, que podían interferir en la percepción con la cúpula pintada con frescos de Palomino. Tras diferentes pruebas e informes, la solución dada contempló la colocación de vidrios opacos en la cara externa y la iluminación artificial con luz eléctrica para permitir la observación perfecta tanto de la vidriera como de los frescos de la cúpula.
Las vidrieras intervenidas simbolizan la Letanía del Santo Rosario y veneran a la Virgen representando a la patrona de los valencianos como: Puerta del Cielo, Torre de Marfil, Rosa Mística, Raíces de Jesús, Trono de Sabiduría y Estrella de la Mañana. Seis de ellas se ubican de modo simétrico iluminando la bóveda ovoide, mientras que la séptima, en el vértice del óvalo, alcanza su simetría al yuxtaponerse a la Imagen de la Virgen de los Desamparados. Esta última vidriera es de mayores dimensiones que el resto y abatible, funciona como una puerta de acceso al estrecho cornisamiento interior que recorre el tambor para permitir acceder a las otras. La vidriera mayor se vincula con la Real Cofradía de la Virgen de los desamparados donde se representan a dos infantes inocentes rezando al pie de la cruz, la vidriera reproduce el texto “Ruega por nosotros”. Estos siete símbolos se enmarcan en el interior de una capilla barroca cuya representación comprenden dos columnas de capitel jónico sustentantes de un arco de medio punto y un frontón triangular. Este conjunto se repite en las siete vidrieras siendo todas iguales salvo en el símbolo central de alusión a la virgen. Las dimensiones son de 1’68 x 0’93 m. y de 2’04 x 0’92 para la vidriera mayor.

## Restauración

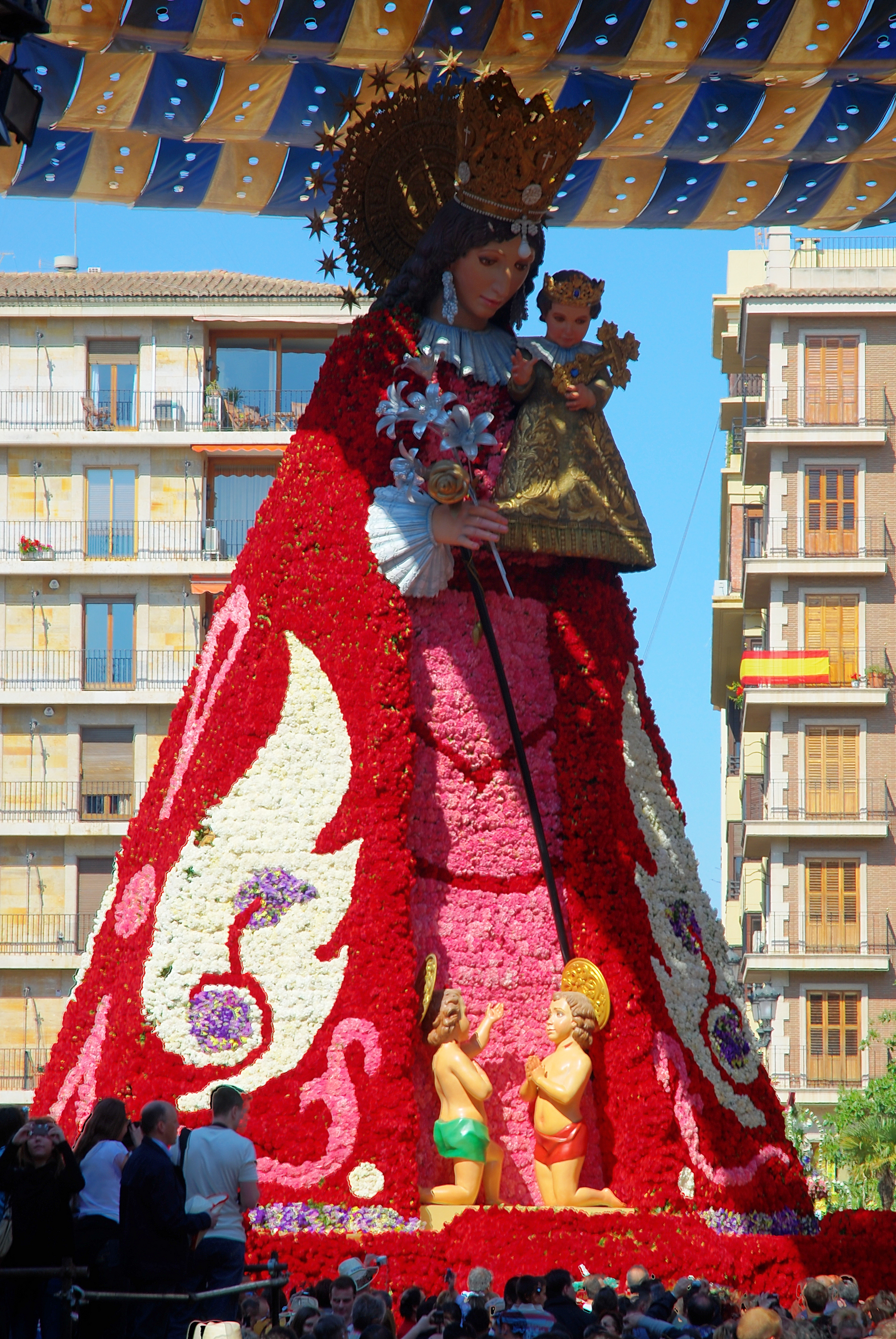
Representación para la ofrenda, de La Virgen de los Desamparados conocida popularmente como la Geperudeta ('jorobadita') en valenciano.

A rasgos generales las propuestas de intervención son las siguientes:
- Actuaciones necesarias en el conjunto de las cúpulas del espacio central, para obtener su consolidación estructural.
- Refuerzo y consolidación de la cimentación y las estructuras verticales y horizontales.
- Recuperación integral por Conservación y restauración, del conjunto arquitectónico-pictórico-escultórico-ornamental, del interior y el exterior.
- Renovación total de las infraestructuras.
- Rediseño de la zona norte y del entorno inmediato.

### Cúpulas
La cúpula resistente y el tambor no presentaban daños significativos. La cúpula interior, al contrario, presentaba:
- Fisuras radiales y en mapa,
- Punzonamiento, abolsamiento y desprendimiento parcial.
- Las pinturas: ennegrecimiento, descamaciones...

Las causas del deterioro se pueden resumir en la acción punzante de los tirantes, la aparición de tensiones de membrana y las deformaciones de segundo orden.
Propuestas de intervención:
- Relleno de la cámara intercúpulas,
- Disposición de una malla de anclajes orgánicos,
- Aumento de la capacidad aislante de la cubierta.

### Cimentación, estructura vertical y horizontal
Las ampliaciones de los s. XVIII al XX se encontraban fuertemente degradadas:
- Unión agrietada,
- Capacidad resistente y funcionalidad inadmisible,
- Condiciones de seguridad y deformabilidad de cimentaciones precarias.

Actuaciones en la cimentación:
- Realización del recalce en la zona norte.
- Riguroso control de asentamientos

Actuaciones en la estructura vertical:
- En los muros dañados, relleno de grietas,
- Generación de una junta vertical como junta de dilatación para separar zonas.

La alta degradación de los forjados aconseja su demolición y nueva construcción con mejores técnicas de seguridad y proporción.

### Imagen interior y exterior
Propuestas de actuación en el interior:
- Desarrollo de acciones de limpieza, consolidación y protección de pinturas, acabados y pavimentos.
- Para el zócalo se propone su desmontaje, pulido y vuelta a colocar.

Propuestas de actuación exterior:
- Eliminación del enfoscado de mortero de cemento.
- Potenciación de la visión desde la calle Caballeros.
- Realización de acciones de limpieza, consolidación y protección de los materiales pétreos y de los cerámicos.

### Actuaciones en las infraestructuras
Definición de dos líneas de actuación:
- Renovación y reestructuración de las instalaciones de fontanería, saneamiento, electricidad, iluminación y megafonía.
- Ejecución de nuevas instalaciones para facilitar su conservación:
  - Control de temperatura y humedad.
  - Control medioambiental del interior.
  - Control de la agresividad de los excrementos de paloma.
  - Control y optimización del conjunto de instalaciones para seguridad de las personas y de las obras de arte.

### El conjunto monumental y su entorno
Los espacios urbanos del entorno de la basílica están englobados por plazas y calles que han ido cambiado a través de la historia de la basílica.
La transformación de la plaza de la Virgen ha sido muy importante. Ha pasado de ser de 40 x 45 m. a ser de 55 x 90 m. En ella se ha visto la posibilidad de recobrar su simetría inicial y de ordenar el borde norte.
También hay que tener en cuenta los restos de la Almoina, el foro romano, que se ha restaurado para su estudio, visita y visión desde la superficie de la plaza en la que se encuadra.
Las propuestas de actuación en el entorno son:
- Definición de los recorridos museísticos,
- Reordenación de la zona norte,
- Rediseño del espacio de la plaza vinculándola con el foro romano.